# Sebald Fulco Johan Rau
Pour les articles homonymes, voir Rau.
Sebald Fulco Johan Rau (en latin Ravius) est un orientaliste et un poète néerlandais né en 1765 et mort en 1807.
Né à Utrecht il enseigne à l'Université de Leyde, et est pasteur de l'église wallonne de cette ville. Il a laissé : 
- Ewald et Elise
- De poeseos hebraïcæ præ Arabum præstantia, Leyde, 1800
- De poetici facultatis excellentia, spectata in tribus poetarum principibus, scriptore Jobi, Homero et Ossiano, 1800.

## Source
Marie-Nicolas Bouillet  et Alexis Chassang (dir.), « Sebald Fulco Johan Rau » dans Dictionnaire universel d’histoire et de géographie, 1878 (lire sur Wikisource)